# Réalgar
Le réalgar est une espèce minérale, composée de sulfure d'arsenic de formule As4S4.

## Historique de la description et appellations

### Inventeur et étymologie
La première description est faite par Johan Gottschalk Wallerius en 1747. Le mot viendrait de l'arabe « rhag al-ghar » (poussière de caverne), ou de « rhag al-far » (poudre des rats) du fait d'une erreur de lecture : le réalgar était effectivement utilisé comme mort-aux-rats.

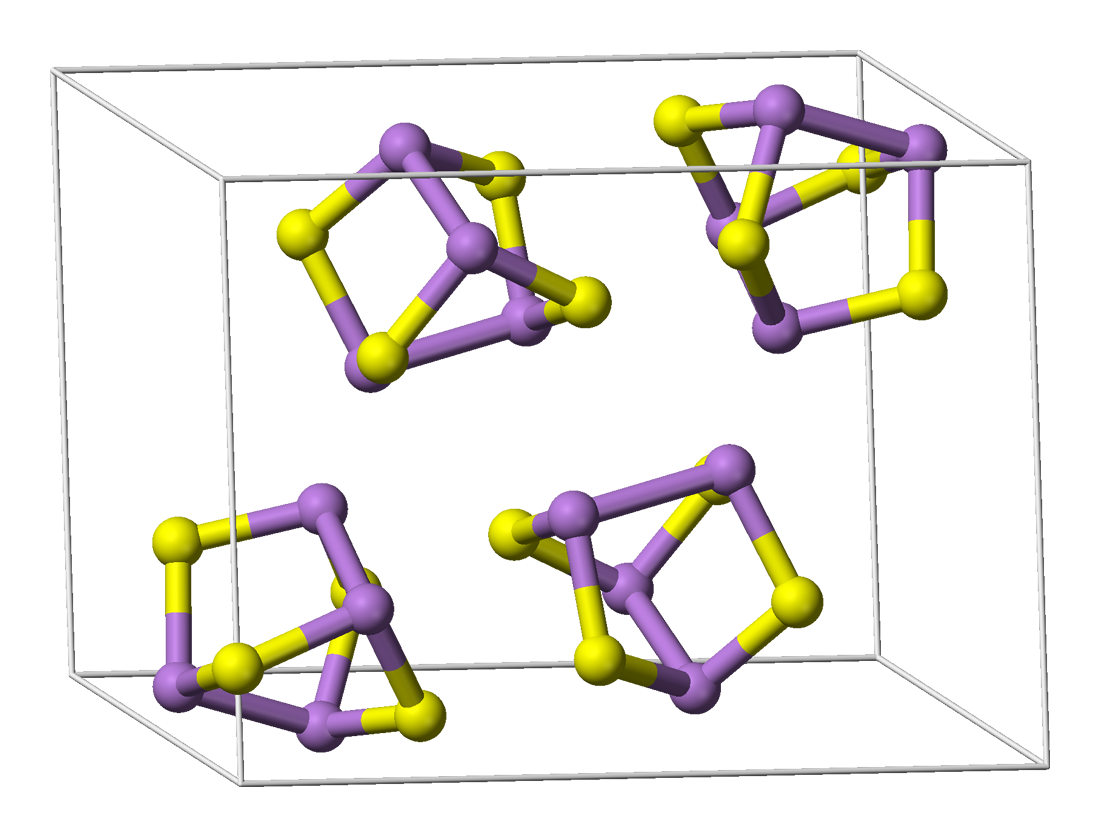
Unité cellulaire du réalgar

### Synonymie
- arsenic rouge[4] ,
- realgarite[4].

## Caractéristiques physico-chimiques

### Cristallochimie
Sous l'action de la lumière, le réalgar a tendance à s'altérer en pararéalgar, dont la structure est très similaire à celle de l'orpiment (As2S3). Les recherches des années 1980 de Roberts et al. ont permis de lever les ambiguïtés entre ces deux matériaux. En effet, l'orpiment ne peut thermodynamiquement pas se former à partir du réalgar si la pression de [[S2(g)]] est trop faible, ce qui est le cas dans l'atmosphère terrestre.

### Cristallographie
- Paramètres de la maille conventionnelle : a = 9,29 Å, b = 13,53 Å, c = 6,57 Å, Z = 16 ; bêta = 106,883 ° V = 790,22 Å3
- Densité calculée = 3,60

## Gîtes et gisements

### Gîtologie et minéraux associés
GîtologieMinéral commun des veines hydrothermales à basse température, associé aux minéraux de l'arsenic et de l'antimoine.
minéraux associésorpiment, arsénolite, calcite, barytine.

### Gisements remarquables
En France
- Mine de Matra, Corse (qui constitua près de 10 % de la production mondiale entre 1912 et 1939)
- Mine Gabe Gottes, Sainte-Marie-aux-Mines, Haut-Rhin[5]
- La Ricamarie, Saint-Étienne, Loire[6]
- Le Gua près d’Aubin, Bassin houiller de Decazeville, Aveyron[7]

On trouve également des gisements aux États-Unis (Nevada), en Russie (Caucase) ou encore en Suisse ou en Roumanie...

## Exploitation des gisements
UtilisationsBien que peu fréquent, le réalgar est un important minerai d'arsenic.
Il fut employé en pyrotechnie ou pour la réalisation d'enluminures comme pigment coloré jaune ou rouge, utilisé par les peintres jusqu'à la fin du XIXe siècle.
Au Moyen Âge, il était utilisé comme médicament.

## Galerie

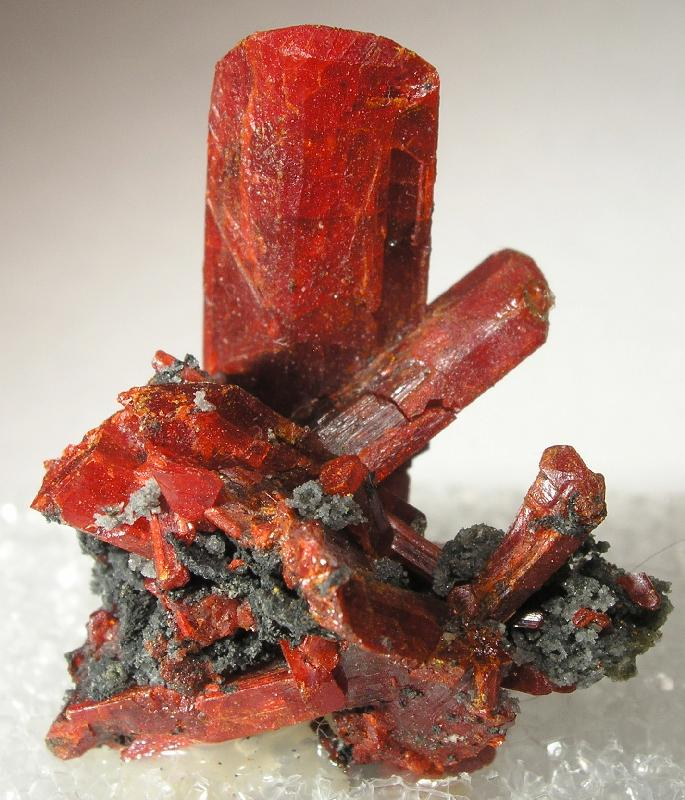
Nevada, États-Unis, 2,2 × 1,9 × 1,3 cm
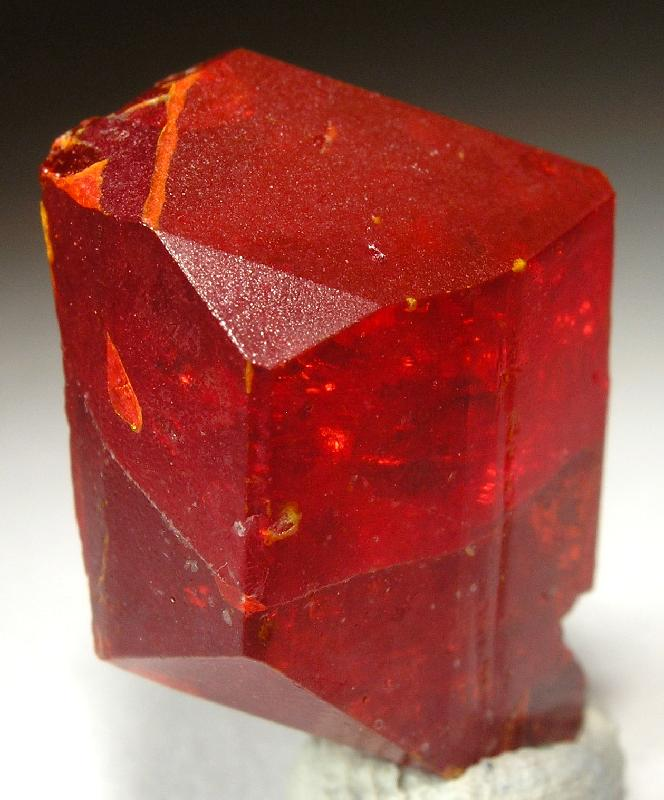
Nevada, États-Unis, 2 × 1,2 × 0,8 cm
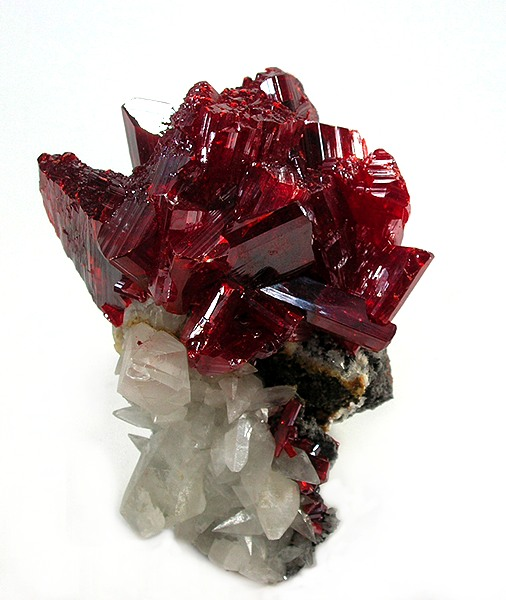
Réalgar sur calcite, Chine, 9 × 5,9 × 4,2 cm